# Библиотека Катарина Јовановић
Српска библиотека Катарина Јовановић налази се у Цириху, у Швајцарској. Једна је од највећих српских библиотека у дијаспори. Њен књижевни фонд је формиран још 1952. године и има преко 10 хиљада наслова.

## Оснивање
Српска библиотека Катарина Јовановић основана је у Цириху од стране српских избеглих ратних заробљеника, који су се после Другог светског рата нашли у Швајцарској. Године 1952. Библиотека је добила свој први статут, и та година се сматра оснивачком годином Библиотеке.
Библиотека је регистрована у Цириху под бројем 165 у књизи "Библиотеке у Цириху" (издање Циришке централне библиотеке, 1977), као Српска библиотека "Катарина Јовановић" у Цириху. Данас Библиотека има 13.000 примерака књига и часописа каталошки обрађених, и још више хиљада необрађених књига.

## Назив
У Цириху је умрла Катарина Јовановић, књижевни историчар и преводилац, 1954. године. Била је кћерка Анастаса Јовановића, оца фотографије у Срба и значајног ликовног уметника. Њен полубрат је знаменити српски архитекта Константин Јовановић који је такође умро у Цириху. Даром из заоставштине Катарине Јовановић, библиотечки фонд је знатно порастао. Због великих заслуга ове веома образоване жене, Библиотека је добила њено име.

## Историја
У својој релативно краткој историји, Библиотека је доживљавала и тешке тренутке, нарочито због недостатка одговарајућих просторија за смештај књига. Захваљујући залагању људи који су се старали о њој, нарочито Јовану Пиколићу који ју је више година чувао у свом стану, а касније Слободану К. Томићу, који је уредио и израдио ауторски и стручни каталог, Библиотека је опстала.
Дана 31. маја 1988.г. Библиотека је уступљена Српској православној цркви. Захваљујући тадашњем пароху Драшку Тодоровићу нашла је свој дефинитиван смештај у поткровљу црквеноопштинске зграде у Цоликерштрасе 74, у Цириху, за шта је Црквена општина уложила више од 100.000 швајцарских франака.
Услед кризе у Српској православној цркви у Швајцарској, настале после промене епископске надлежности за Швајцарску (1991), Српска православна црквена општина Св. Тројице у Цириху није више била у могућности да Библиотеку одржава и води у својој режији.
У циљу да се испоштује Уговор, сачињен између Српске библиотеке "Катарина Јовановић" и Српске православне цркве, одн. Српске православне црквене општине Св. Тројице у Цириху, а после консултације са Народном библиотеком Србије у Београду, Библиотеком Универзитета Берн, Централном библиотеком Универзитета Цирих, као и Управним одбором Црквене општине Св. Тројице у Цириху, одлучено је, тешка срца, да Српске библиотека Катарина Јовановић пређе у власништво Централне библиотеке Универзитета Цирих.
Уговором од 12. јуна 2007. са Централном библиотеком Универзитета Цирих, Централна библиотека се обавезала да Српску библиотеку "Катарина Јовановић" води као целину, да јој да посебну сигнатуру и да је под именом "Српска библиотека Катарина Јовановић" отвори за јавност.
Овај акт ваља разумети као израз поштовања и наше одговорности према првој генерацији Срба у Швајцарској - оснивачима Српске библиотеке Катарина Јовановић као и према њиховој последњој вољи, изјављеној пред швајцарским властима.